# San Diego Rockets 1969-1970
La stagione 1969-70 dei San Diego Rockets fu la 3ª nella NBA per la franchigia.
I San Diego Rockets arrivarono settimi nella Western Division con un record di 27-55, non qualificandosi per i play-off.

## Roster
| N°    | Naz.                   | Ruolo | Sportivo        | Anno | Alt. | Peso |
| ----- | ---------------------- | ----- | --------------- | ---- | ---- | ---- |
| 7     | Stati Uniti (bandiera) | AC    | Toby Kimball    | 1942 | 198  | 100  |
| 11    | Stati Uniti (bandiera) | AC    | Elvin Hayes     | 1945 | 206  | 107  |
| 12    | Stati Uniti (bandiera) | G     | Rick Adelman    | 1946 | 185  | 79   |
| 14    | Stati Uniti (bandiera) | G     | Art Williams    | 1939 | 185  | 82   |
| 18-35 | Stati Uniti (bandiera) | G     | Bernie Williams | 1945 | 191  | 79   |
| 22    | Stati Uniti (bandiera) | G     | Stu Lantz       | 1946 | 191  | 79   |
| 31    | Stati Uniti (bandiera) | A     | John Trapp      | 1945 | 201  | 95   |
| 32    | Stati Uniti (bandiera) | GA    | Bingo Smith     | 1946 | 196  | 88   |
| 33    | Stati Uniti (bandiera) | GA    | Jim Barnett     | 1944 | 193  | 77   |
| 34    | Stati Uniti (bandiera) | AC    | John Block      | 1944 | 206  | 94   |
| 42    | Stati Uniti (bandiera) | GA    | Pat Riley       | 1945 | 193  | 93   |
| 44    | Stati Uniti (bandiera) | A     | Don Kojis       | 1939 | 191  | 92   |

## Staff tecnico
- Allenatori: Jack McMahon (9-17) (fino al 16 dicembre)[1], Alex Hannum (18-38)